# Solenopsis puncticeps
Solenopsis puncticeps es una especie de hormiga del género Solenopsis, subfamilia Myrmicinae.